# ラチェット&クランク FUTURE2
『ラチェット&クランク FUTURE2』（ラチェットアンドクランク フューチャーツー、 Ratchet & Clank Future: A Crack in Time）は、ソニー・コンピュータエンタテインメント（SCE）より2009年11月19日に発売されたPlayStation 3用アクションゲームである。アメリカでは同年10月27日、ヨーロッパでは同年11月4日に発売。
『ラチェット＆クランク FUTURE 外伝 海賊ダークウォーターの秘宝』の続編である。開発は前作と同じくインソムニアックゲームズが担当した。
タイトルに「2」と書かれているが、『ラチェット&クランク FUTURE』と本作を結ぶ外伝シナリオ『ラチェット&クランク FUTURE外伝 海賊ダークウォーターの秘宝』が2008年にリリースされているため、実際にはラチェット&クランク FUTUREシリーズの第3弾である。
なお、『FUTURE』（Tools of Destruction）、『FUTURE外伝』（Quest for Booty）、『FUTURE2』（A Crack in Time）は三部作とされており、本作はその完結編にあたる。
本作の続編については、ラチェット&クランク オールフォーワンを参照。
また、本作はシリーズで初めてクリア後の世界で遊ぶことが可能になっている（エンディングの後に2周目に移るか今のセーブデータで続けるか選べる）。

## 登場人物
ラチェット 声 - 津村まこと
主人公の少年。縞模様入りのふさふさ毛皮と長い耳をもつロンバックス族の生き残り。ポララ銀河の惑星ファストゥーンで次元間転位装置「ディメンジョネイター」の守護を務め、クラグマイツ族の帝王タキオンに殺された戦士、ケイデンの息子である。前作でゾニーにさらわれてしまったクランクをさがす旅を続けていたが…。
クランク 声 - 大川透
シリーズのもう一人の主人公、ラチェットの相棒。前作ラストでゾニーにさらわれてグレートクロックへと連れ去られ、囚われの身となったがネファリウスのミスを逆手に取り脱走、シグマンドとともにグレートクロックの上級管理人として内部を探検する。
キャプテン・クォーク（コペリニカス・レスリー・クォーク） 声 - 乃村健次
ヒーロー。前作の活躍にホラ話を加えた結果、主演映画「ホットなボクのブラスター」を勝ち取るが、取材で対応した記者の一言をきっかけに相棒を失ったラチェットの代わりとして冒険に同伴する。「ラウル」とよばれる部下が存在するらしい。
アリスター・アジマス将軍 声 - 森田順平
ロンバックス族のもう一人の生き残り。ロンバックス近衛軍の司令官や先進ロンバックス研究センターの上級顧問を務めた実力者であり、ラチェットの父ケイデンの親友でもある。ラチェットが生まれたばかりの頃、発明家になりすましてロンバックス族に対する報復計画を進めていたタキオンに騙され、加担してしまう。タキオンの軍勢の襲撃を受けた際は多くのロンバックス達と共にケイデンが発動させたディメンジョネイターで別次元に避難するも、逃げられなかった者達は虐殺され（ケイデンはディメンジョネイターを隠す為に残り、殺されたと思われる）、ロンバックス族の大都市は廃墟と化した。彼は同族を裏切った罰として種族から追放された後、トレンIVの廃墟で隠居生活をしていたが、ラチェットと知り合い、「時間を戻しロンバックス族を復活させる」ことを目標にラチェットと冒険することになる。名前だけならすでに『FUTURE』で出ている。
ドクター・ネファリウス 声 - 山野史人
今作の悪役。『ラチェット&クランク3』のエンディングからずっとアステロイドですごしていたが、惑星ザニファーのフォンゴイド達に助けられ、そこでグレートクロックの存在を知り、ゾニーやフォンゴイドをだまして協力させヒーローが負け悪者が勝つ世界を作るために利用しようとする。ラチェット達を「生ゴミ」と挑発するが自分自身もやるなといったことをやるなどオツムのほうも生ゴミレベルである。
ローレンス 声 - 福田信昭
「3」の時にも登場したネファリウスの秘書。言葉づかいは丁寧でしっかり仕事はするものの、無能な上司の行動にあきれ返っていることが多い。ネファリウスがクランクに言った罵倒の言葉に対しクランクサイドへ同情することもある。
オーバス 声 - 西川幾雄
クランクの心を入れたいわば父。「ゾニーの中のゾニー」「ゾニーの長」とも呼ばれ、グレートクロックに長きに渡り君臨する存在。ホログラムや記憶の世界でクランクと会い、クランクに新たな力を授けることとなる。クランクのことを本名である「XJ-0461」と呼ぶことが多い。
シグマンド（シグマ-0426A） 声 - 落合弘治
グレートクロックの下級管理人。窮地のクランクを助け、以降はクランクにグレートクロックでの行動の仕方を教えてくれる。おしゃべりで陽気なロボ。
ゾニー 声 - 奥田啓人
時間の守護者。今作で「生物でも機械でもない「エネルギーそのもの」が行動するために機械の体を利用している存在」だと判明する。ネファリウスの命令でクランクを拉致したが、利用されていることに気が付き反逆。ネファリウスのポカにより脱出し宇宙にちらばる。いろいろなところに隠れており、集めるとアフィリオンがグレードアップする。
フリント・ボルセロン 声 - 間宮康弘
ネファリウスの手下として、彼に雇われている傭兵。顔以外の体がすべて機械でできたサイボーグ。ゲーム中に数回対決する。名前だけならすでに『FUTURE』で出ている。
スマッグラー 声 - 白熊寛嗣
今作もRYNOを組み立てる。
ラスティ・ピート
前作で登場した宇宙海賊団のリーダー「スラッグ船長」の参謀。今回はクォーク主演のホロフィルム「ホットなボクのブラスター」とそれを題材にしたアーケードゲームにクォークの相棒役で出演している。

## アイテム

### 武器ガラメカ
コンストラクトシリーズ
シリーズ定番のピストル・ボム・ショットガン。ステージ上にあるパーツを拾うことで自分のプレースタイルに合ったカスタマイズをすることができる。
コンストラクトピストル
普通の単発銃。カスタマイズでビームガンにしたり、弾がバウンドするようになる。
コンストラクトボム
グローブから発射するボム。カスタマイズで地雷風にしたり、毒ガス入りにすることができる。
コンストラクトショットガン
普通のショットガン。カスタマイズで射程を犠牲にする代わりに拡散を広げたり、貫通能力を付けることができる。

ソニックイラプター
銃身の先端に「ゼノゴート」と呼ばれる生きたカエルが付いた生体兵器。求愛の鳴き声を発し、広範囲の敵を破壊する。使用時は画面にメーター（ゼノゴートの呼吸を表す）が表示され、メーターが最大時に使うと高い効果を発揮できる。アップグレードするにつれややビジュアルが…
ミスターズーコン
「FUTURE」では戦闘アイテム扱いであったが、今作から武器ガラメカ扱いとなった。プレイヤーを警備するために作られた自律型ロボ。使用した時点でプレイヤーに付き添い、敵を発見すると破壊されるまで自動的に攻撃してくれる。
ダイナモオブドゥーム
巨大なイオン化オーブを発射し、付近や触れた敵を攻撃する。チャージ時間が必要で、チャージが長いほど大きいオーブが作れる。また、オーブはモーションコントローラーで操作可能。
テスラスパイク
電撃を放つ針を発射し、付近を通る敵に電撃を喰らわせる。また、2本ある場合はその間に電流が走り大ダメージを与えることができる。
プラズマストライカー
遠くの敵にも狙いをつけることができ、狙ったところにピンポイントで電撃を発射する。また、この武器をスコープを使った状態で使用している場合は敵に赤い急所が出現する。この場所を狙撃すると大ダメージを与えることができる。
グルーヴトロングラブ
ラチェクラ恒例の武器。ミラーボールを発射し、付近の敵を踊らせて動きを止めることができる。アップグレードすると追加機能として爆発も起こす。
ネゴシエイター
「FUTURE」から続投。ロックオンした敵に向かってロケットを発射する。威力は高め。アップグレードすると同時に複数発発射するようになる。なお、今作ではアップグレード後の名前が「FUTURE」の時のそれとは異なる。
スパイラルオブデス
グラメルネットが、フォンゴイドからの技術協力をうけて生み出したガラメカ。ロックオンした敵に向かって回転ノコギリを発射する。自動ホーミングがついているため戻ってくる際にもダメージを与えられる。アップグレードすると一度に3枚も同時に発射できる。
クライオマイングラブ
グラメルネットがロンバックスのテクノロジーを応用して作ったガラメカ。敵に向かって発射すると敵を氷漬けにすることができる。小型雑魚なら一発で倒すことができ、大型雑魚は一定時間動きを止めることができる。初回特典のコードを使えばゲーム開始時から所有可能。
バズブレイド
「FUTURE」から続投。敵に向かって小型の回転ノコギリを発射する。ノコギリは壁に当たると数回反射する。前作よりも誘導性能がかなり高く、「FUTURE2」ではトップクラスの使い勝手を誇る。
マグネットランチャー
「FUTURE」から続投。敵に向かって発射すると敵を高圧電流が包み、一定時間動けなくさせる。クライオマイングラブより大型の敵に有効。
ブラックホーラー5000
ディメンジョネイターに使われている技術を応用し、異次元から謎の生物を着弾地点に呼び出し、付近の敵を食べてもらう。混戦状態で使うと非常に便利。
RYNOナンバーV
今作の隠し武器。ゲーム中に見つかる設計図を10枚集めスマッグラーに渡すことで作ってもらえる。威力は低めだが驚異の装弾数（最低でも1500発、最大3000発）を誇り、マシンガンとロケットを同時にぶっ放すことができる。使っている間はなぜか序曲『1812年』が流れる。
チンパンマティック
恒例の「ネタ武器」。グラメルネットの社員がおふざけで作った代物。発射し、ゲージが0になるまで照射すると対象をサルに変えてしまう。やや時間がかかるが確実に、そして完全に無力化できるというネタ武器にしてはハイスペック。
タイムボム
主にクランクが使う武器。投げると着弾地点周辺の時間の経過を一定時間の間遅くさせることができる。敵の動きや弾を遅くさせたり、動きが速くて乗ることができないオブジェクトを乗れるぐらいの速さにさせることができる。一度に一個しか発動できず、2個目を投げると1個目の効果は時間経過に関係なく消えてしまう。この武器のみレベルアップが存在しない。

## ステージ

### フィラックス・セクター
惑星クアントス「ゾラーフォレスト」
ラチェットとして初めてプレイするステージ（実際は、このステージの前にクランク操作での「グレートクロック セクター1」がある）。ゾニーを「時間の守護者」として信仰している「フォンゴイド族」という種族が多く住んでおり、緑の木々や石造りの建物が多く見られる。初めに訪れたときはキャプテン・クォークと協力しながら進んでいく。
ザーン寺院
ここでゾニーのつぼを手に入れる。

ボルセロンの戦艦（1回目）
宇宙の荒くれ者、ボルセロンが潜伏している戦艦。クリア後は戦艦が移動してしまうため、来ることができない。

### ベラ・セクター
惑星トレンIV「モロノスフィールド」
- バラードのジャンクヤード
- ホロウ
ゴミを収集して再利用している種族「バラード族」が多く住んでいる。
- ボルグラムパス
ラチェットがアジマス将軍と初めて出会った場所である。

惑星テラクノス「アクシオムシティ」
高度文明が栄える大都市。脳細胞が高度に発達した「テラクノイド族」がいる。アジマスを犯罪者扱いしている。
ポリックス・インダストリーズ
CEOであるテラクノイド「ポリックス」が纏める大企業。グレートクロックを私的利用する為にネファリウスと協力関係を築いている。

### コルソス・セクター
惑星ルーモス「クレールキャニオン」
岩肌がむき出しになっている渓谷。クランクと連絡を取れる可能性のある高性能通信機「オブシディアン・アイ」を求めてやってくる。戦闘を好む種族「アゴリアン族」によって村が荒らされている。
コルソス・セクター「アゴリアン・バトルアリーナ」
ひたすらバトルをしてお金を稼いだり、新しい武器を手に入れたりすることができる闘技場。アリーナのロビーでは「ホットなボクのブラスター」というミニゲームを遊ぶことが出きる。
惑星ザニファー「トンブリ前線基地」
フォンゴイドにゾニーの使者だと勘違いされたネファリウスが、フォンゴイドをだまして作らせた基地。絶えず雪が降っている冠雪地帯。かつては平和な村が築かれていたが、現在は荒れている。途中時空の裂け目が出現し、現在と過去を行き来しながら進めていく。
ボルセロンの戦艦（2回目）
フィラックス・セクターで遭遇した「ボルセロンの戦艦」と再び遭遇。ステージ構成は前回訪れたときと異なっている。1回目と同じく、クリア後は戦艦が移動するので来ることができない。

### ベルニリウス・セクター
惑星バピーディア「バルキリーの要塞」
巨体な女戦士種族「バルキリー族」（昔は男もいたが、方向オンチだったため全員追い出された）の要塞がある惑星。ここにクランクがいるとの情報を得て向かうことになる。
ベルニリウス・セクター「ネファリウス宇宙ステーション」
ドクター・ネファリウスの前線基地。ネファリウスに忠実なロボット軍団が多く存在している。

### コルバス・セクター
惑星モルクロン「ギムリックバレー」
「ネファリウス宇宙ステーション」でのイベント終了後強制的に行くことになる惑星。「トンブリ前線基地」同様、現在と過去を行き来することでクリアしていく。初めは廃墟のような状態だが、過去で敵を倒すと明るい村へと変わり、住民たちが暮らし始める。
ギムリックバレー 現在
荒れ果てている。前々作「FUTURE」の惑星サルガッソオにいたアンスロポッド（クロック内部にいるテラトロープを、やや赤色にしたような外見のモンスター）が大量に生息している。
ギムリックバレー 10年前
ここでアゴリアンとの戦いに加担することとなる。
ギムリックバレー 現在（2回目）
平和になっている。

ボルセロンの戦艦（3回目）
隠しステージ。ゲーム本編クリア後に出現はするが、ゾニーを全員集めていないと入ることが出来ない。

### その他
グレートクロック
宇宙の中心にあると言われている巨大な建築物。俗に「クロック」とも呼ばれている。アジマス将軍の台詞からわかるように、「グレートクロック」というのはかつてフォンゴイド族のような「ゾニーを崇拝する者たち」がたくさんいたころに使われていた「ルーン文字」（実在するルーン文字とは同名なだけの全くの別物である）で書かれた正式名をざっくりと訳した表現で、正しくは「時間を保つもの」という。
その名の通り全宇宙の時間を操っている場所と誤解されがちであるが、実際には数億年前に崩壊しかけた全宇宙をつなぎとめ、宇宙崩壊の元凶である「時間の裂け目（北米版の副題であるA Crack in Time）」を塞いでいる場所である。
そのため、メインコントロールルームであるセクター5の「オーバスの部屋」にあるレバー、「マスター・スイッチ」は6分間ぶんしか動かせない。それ以上動かしてしまうと、クロックが暴走して時間の裂け目が広がり、全宇宙が崩壊してしまう。
主にクランクのみを操るステージで、セクター1からセクター5の5つのエリアに分かれている。ゲームを一度クリアすれば再び来ることができるようになるが、その際もセクター5以外はクランクでしか行動できない。セクター5は最終ステージで、ラスボスとの決戦場所になっている。
なぞの場所 / グレートクロック セクター1
ネファリウスから逃げるステージ。クランクパートのチュートリアルとなる。
- 惑星ジャシンドゥの部屋

グレートクロック セクター2
クランクの潜在意識
タイムセプターの使いかたを伝授される。
グレートクロック セクター3
クランクの潜在意識（2回目）
時間の直しかたを伝授される。
グレートクロック セクター4
メモリー・ステーション・イオタ
ここから入ったクランクの潜在意識内で「でかケツ親父」と出会い、「わしゃ6分が限界だで、気ぃつけてな。」と言われる。この台詞は後でクランクを助けることになる。
グレートクロック セクター5
オーバスの部屋
ラスボスと闘うエリア。

インソムニアック・ミュージアム
隠しステージ。4とFUTUREでは登場せず、5とクランク&ラチェットでは開発元が違うためハイインパクトのツリーハウスとして登場していたため、実に4作ぶりの登場となる。

## ロンバックス族について
ラチェットとその父ケイデン、アジマス将軍、「ラチェット&クランク2」で登場したアンジェラはこの種族である。

### 身体的特徴
かれらは猫と犬と人間を掛け合わせたような容姿をしていて、人間と同じように二足歩行をする。手の指の本数は左右それぞれ5本。足だと左右それぞれ3本。縞模様入りのふさふさした毛皮と長い耳が特徴で、平均身長はだいたい150cmから180cmである。
男のロンバックスには先端にふさふさの毛玉がついた縞模様入りの長い尻尾が生えているが、女のロンバックスには生えていない。この事はコルバス・セクター内で聞ける「アンジェラが失踪してから2年経った事についてのニュース」で明言されている。

### 寿命
制作者はかれらの寿命が何年なのかについて一言も言及していない。そのため主人公のラチェットや他のロンバックス達の公式年齢は未だ不明である。
 